# GFriend
GFriend (en coréen : 여자친구 Yeojachingu) est girl group sud-coréen composé de six membres. Le groupe a été formé par le label Source Music en 2015. Elles font leurs débuts avec le mini-album Season of Glass le 15 janvier 2015. GFriend obtient des scores impressionnants sur différents programmes de classement musicaux douze jours seulement après leurs débuts. Elles sont également connues pour leurs danses puissantes, énergiques et font preuve d’une grande synchronisation entre elles[réf. souhaitée].
À la suite de la fin de leur contrat avec Source Music le 22 mai 2021, le groupe entre dans période d’inactivité après six ans d'activité. En janvier 2025, le groupe se reformera temporairement afin de célébrer son dixième anniversaire et sortira un nouvel album intitulé Season of Memories.

## Histoire

### 2015: débuts,Season of Glass,Flower Budet accident sur scène

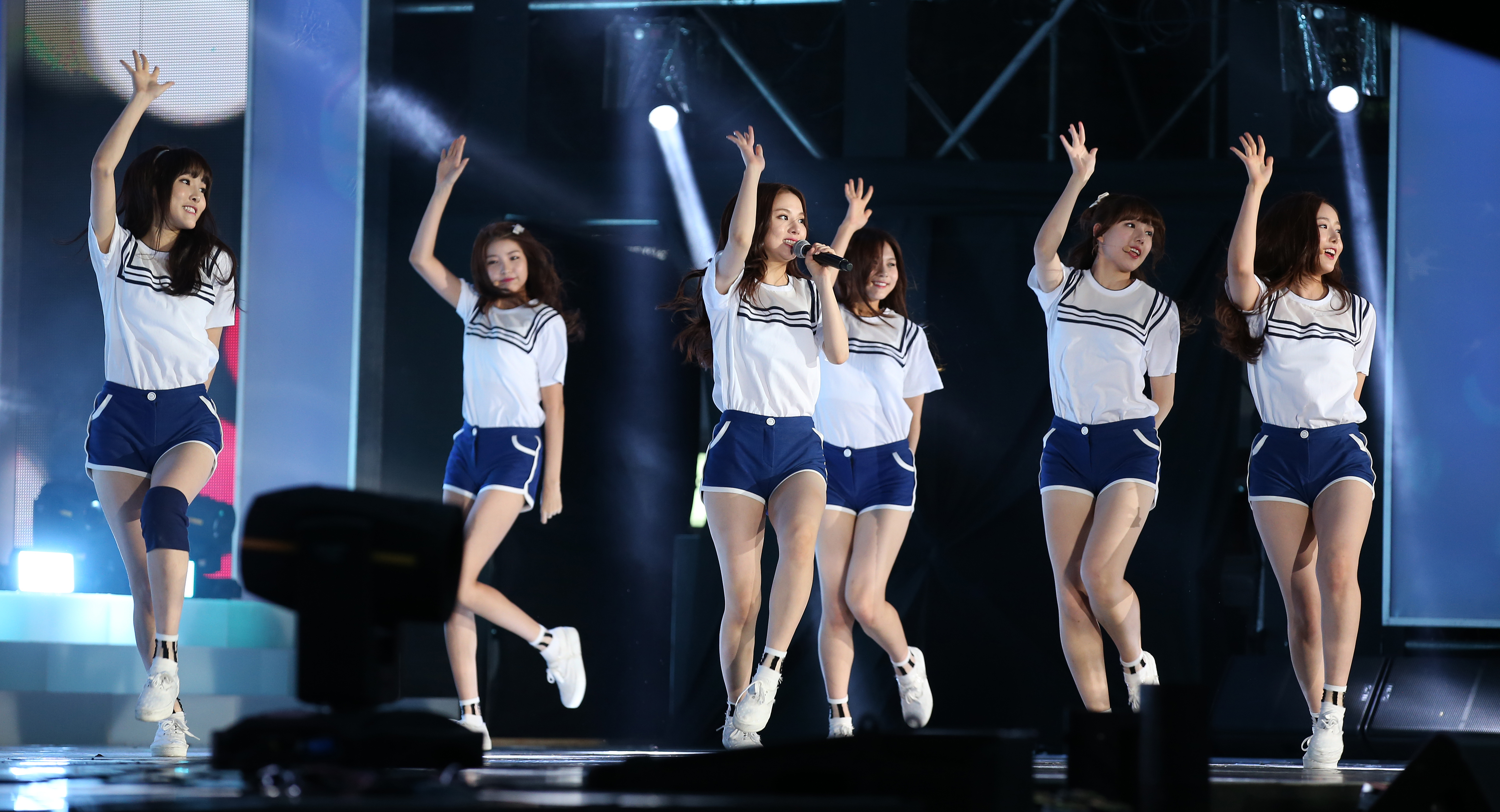
GFriend en 2015.

Le 15 janvier 2015, GFriend sort son premier mini-album Season of Glass. L'album est composé de cinq titres: le titre promotionnel, Glass Bead, a été composé par Seo Yong Bae. Il a débuté à la 12e place du Gaon Weekly Chart. Le groupe commence les promotions pour leur album le 16 janvier au Music Bank de KBS.
Le 23 juillet 2015, GFriend sort son deuxième EP Flower Bud. L'album contient six titres; le titre-phare est "오늘부터 우리는" (Me Gustas Tu). Le MV pour "오늘부터 우리는" (Me Gustas Tu) est mis en ligne par la chaîne YouTube officielle de GFriend le 23 juillet. GFriend commence les promotions le même jour de la sortie de l'album, 23 juillet au M! Countdown de Mnet. GFriend a été félicité pour venir d'une petite compagnie mais de donner de très bons résultats.
Le 7 septembre 2015, une fancam de l'une des performances de GFriend devient virale, car deux des filles, Yuju et SinB, sont tombées un total de six fois sur scène (une fois pour SinB et cinq fois pour Yuju) car celle-ci était glissante ce jour-là, mais elles se relevèrent chaque fois à la suite de leur chutes jusqu'à la fin de la performance[source secondaire nécessaire]. Les GFriend ont été une nouvelle fois félicitées pour leur professionnalisme et leur persévérance sur scène, à la suite de cela Me Gustas Tu est retourné dans les classements, se positionnant à la 8e place de Instiz,,,.

### 2016: montée en succès,SnowflakeetLOL
Le 8 janvier 2016, l'agence révèle la date de sortie de leur nouvel opus en déclarant : “GFriend va faire son comeback avec un troisième mini-album le 25 janvier”[réf. souhaitée]. Ainsi, le 25 janvier, le groupe est de retour avec son troisième EP. Dénommé Snowflake, l'opus est composé d'un total de six chansons et il est promu par la piste intitulée Rough. Le même jour, les filles ont également tenu un showcase qui était à la fois l'occasion de célébrer le premier anniversaire du groupe et son récent comeback.
Snowflake a débuté à la 10e place du Billboard's World Albums Chart.
Le 2 février 2016, GFriend gagne son tout premier trophée lors d'un programme musical, au The Show. À la suite, elles ont gagné quatorze autres récompenses. Avec 15 récompenses, cela met Rough en seconde position derrière LUV d'Apink (17) pour une chanson d'un groupe coréen féminin à gagner le plus de récompenses.
Le 11 juillet, le groupe sort son premier studio album LOL, en deux versions : Laughing Out Loud et Lots Of Love, ainsi que son single Navillera[source secondaire souhaitée]. La chanson est un succès et obtient plusieurs « Perfect All-Kill » (première place sur les classements coréens en temps réel, en journée, et en semaine), et devient leur second No 1 sur le Gaon Digital Chart après Rough[source secondaire nécessaire]. L'album enregistre plus de 60 000 pré-commandes,.
Il est révélé à la fin de l'année que Rough est la chanson la plus téléchargée de l'année 2016 en Corée du Sud, avec plus de 1 900 000 de téléchargements, pendant que Navillera enregistre plus de 1 100 000 de téléchargements[réf. à confirmer].

### 2017 - 2018: premiers concerts, débuts japonais
Le 6 mars 2017, le groupe sort son quatrième mini-album The Awakening, accompagné de son single Fingertip, qui marque un net changement dans le concept et genre du groupe. Un mois après, elles tiennent leur tout premier fan-meeting appelé Dear Buddy.
Parallel, leur cinquième mini-album, sort le 1er août 2017 avec sa chanson titre Love Whisper.
Une réédition de cet album nommée Rainbow sort en septembre de la même année avec deux nouvelles chansons dont la chanson titre Summer Rain .
En 2018, elles commencent l'année avec leur premier concert Season of GFriend le 6 et 7 janvier, puis signent avec le label japonais King Records quelques jours après.
Le 30 avril, elles sortent leur sixième mini-album Time For The Moon Night, avec sa chanson du même nom. Au bout de sa deuxième semaine de promotion, le groupe remporte toutes les récompenses dans les émissions (6 au total), ce qui est la première chanson de 2018 à le faire. La chanson se hisse petit à petit chaque semaine dans les classements, et devient la 27e chanson la plus téléchargée de l'année sur Gaon Chart, leur plus haute place depuis Rough. Le 19 juillet, une réedition spéciale été de cet album appelé Sunny Summer sort. GFRIEND entre pour la première fois dans le Billboard Social 50 à la 30e place.
Fin mai, elles vont au Japon faire la promotion de leur premier album compilation GFRIEND 1st Best qui est sortie le 23 mai. Puis le 10 octobre, elles sortent leur tout premier single japonais, Memoria /夜 (Time for the moon night), qui débute à la 6e place du Oricon Weekly Singles Chart.

### 2019:Time For Us, Fever SeasonetFallin' Light
Le 14 janvier, le groupe sort son deuxième album studio Time For Us, accompagné de sa chanson Sunrise. L'album enregistre près de 100 000 pré-commandes, et devient leur album le plus vendu avec plus de 96 000 copies en janvier 2020 sur le Gaon Album Chart[source insuffisante].
Leur second single japonais Sunrise / La Pam Pam sort le 13 février. Leur troisième single japonais Flower / Beautiful sort le 13 mars.
Le 1er juillet, elles sortent leur septième mini-album Fever Season accompagné de son single Fever. Elles font en même temps promotion au Japon avec Sonar Pocket pour sortir un single commun Oh Difficult – Sonar Pocket×GFriend le 3 juillet.
Le 29 juillet, Big Hit Entertainment annonce avoir racheté le label de musique Source Music, auquel appartient GFriend, pour en faire une filiale.
Le 13 novembre, leur premier album studio japonais, Fallin' Light, sort. Il est accompagné de sa chanson du même nom, et contient les singles japonais déjà sortis.

### 2020 - 2021: 回:Labyrinth, 回:Song of the Sirens, 回:Walpurgis Nightet séparation
Le 3 février 2020, le groupe sort son huitième mini-album, 回:Labyrinth, ainsi que sa chanson Crossroads. C'est la première sortie du groupe depuis que leur agence Source Music a été racheté par Big Hit Entertainment en 2019.
Le 13 juillet 2020, GFriend sort son nouveau mini-album intitulé 回:Song of the Sirens avec comme chanson titre Apple.
Le 14 octobre 2020, le groupe sort les versions japonaises de Crossroads et Labyrinth dans un album single intitulé 回:Labyrinth ~Crossroads~. Une semaine après, l'album single 回:Song of the Sirens ~Apple~ sort avec les versions japonaises de Apple et Tarot Cards.
Le 9 novembre 2020, le groupe sort leur troisième album studio coréen, 回:Walpurgis Night, avec comme chanson titre Mago.
Le 18 mai 2021, Source Music confirme le départ des six membres de GFriend de la compagnie le 22 mai, après avoir échoué à renouveler leurs contrats avec Source Music. Finalement, Source Music n'a pas précisé si GFriend resterait en tant que groupe ou serait dissous.
Le 19 mai 2021 il a été annoncé que les membres ont finalement décidé de continuer leurs chemins séparés, à la suite de cela le groupe se dissoudra d'un commun accord.

## Fan club
Le 25 janvier 2016, lors de leur showcase, elles ont révélé le nom de leur fan club, qui est nommé "Buddy" (français : (ami/copain); coréen : 버디)[pertinence contestée].

## Membres
| Nom de scène | Nom de scène | Nom de naissance | Nom de naissance | Date de naissance | Nationalité  | Position                                         |
| Romanisé     | Coréen       | Romanisé         | Coréen           | Date de naissance | Nationalité  | Position                                         |
| ------------ | ------------ | ---------------- | ---------------- | ----------------- | ------------ | ------------------------------------------------ |
| Sowon        | 소원         | Kim So-jeong     | 김소정           | 7 décembre 1995   | Sud-coréenne | Leader, rappeuse principale, vocaliste, danseuse |
| Yerin        | 예린         | Jung Ye-rin      | 정예린           | 19 août 1996      | Sud-coréenne | Danseuse secondaire, vocaliste, centre           |
| Eunha        | 은하         | Jung Eun-bi      | 정은비           | 30 mai 1997       | Sud-coréenne | Vocaliste secondaire, danseuse                   |
| Yuju         | 유주         | Choi Yu-na       | 최유나           | 4 octobre 1997    | Sud-coréenne | Vocaliste principale, danseuse                   |
| SinB         | 신비         | Hwang Eun-bi     | 황은비           | 3 juin 1998       | Sud-coréenne | Danseuse principale, chanteuse, rappeuse         |
| Umji         | 엄지         | Kim Ye-won       | 김예원           | 19 août 1998      | Sud-coréenne | Rappeuse secondaire, vocaliste, danseuse         |

## Discographie

### Albums studio
- 2016 : LOL
- 2019 : Time for Us
- 2020 : 回:Walpurgis Night

### Mini-albums (EP)
- 2015 : Season of Glass
- 2015 : Flower Bud
- 2016 : Snowflake
- 2017 : The Awakening
- 2017 : Parallel
- 2018 : Time for the Moon Night
- 2018 : Sunny Summer
- 2019 : Fever Season
- 2020 : 回:Labyrinth
- 2020 : 回:Song of the Sirens

## Filmographie

### Apparition dans des clips
| Année | Clip vidéo                 | Artiste(s)                                    | Membre(s) |
| ----- | -------------------------- | --------------------------------------------- | --------- |
| 2011  | To Me (내게로..)           | Rainbow                                       | Sowon     |
| 2013  | Tell Me Tell Me (텔미텔미) | Rainbow                                       | Sowon     |
| 2015  | I Wish (하고 싶어)         | M&D (Heechul de Super Junior, Jungmo de TRAX) | Yerin     |
| 2015  | You're Beautiful (예뻐서)  | Yoo Seung-woo                                 | Eunha     |

### Télévision

#### Séries réelles
| Année | Titre                                                      | Chaine     | Note                                       |
| ----- | ---------------------------------------------------------- | ---------- | ------------------------------------------ |
| 2015  | 여자친구! 강아지를 부탁해 (GFriend! Take Care Of My Puppy) | SkyPetPark | Le premier show de télé-réalité de GFriend |

#### Shows TV
| Année | Titre                 | Chaine      | Membre(s) | Note                     |
| ----- | --------------------- | ----------- | --------- | ------------------------ |
| 2015  | Her Secret Weapon     | MBC Every 1 | Yerin     | Casting principal        |
| 2015  | Weekly Idol           | MBC Every 1 | Toutes    | Invités avec Berry Good  |
| 2015  | Running Man           | SBS         | Yerin     | Épisode 237              |
| 2015  | King of Masked Singer | MBC         | Yuju      | Gagne la première manche |
| 2015  | King of Masked Singer | MBC         | Eunha     |                          |

#### Dramas
| Année | Drama                                          | Rôle                   | Membre(s) |
| ----- | ---------------------------------------------- | ---------------------- | --------- |
| 2015  | 0시의 그녀 (Midnight's Girl)                   | Yeeun                  | Yerin     |
| 2015  | 내 품에 라바와 친구들 (The Fairies In My Arms) | Sha-wing (Grasshopper) | SinB      |

## Récompenses et nominations

### MelOn Music Awards (MMA)
| Année | Titre          | Travail nommé                                                           | Résultat |
| ----- | -------------- | ----------------------------------------------------------------------- | -------- |
| 2015  | Newcomer Award | GFriend                                                                 | Lauréat  |
| 2015  | Best OST       | Spring is Gone By Chance (The Girl Who Sees Smells OST) de Yuju et Loco | Lauréat  |

### Mnet Asian Music Awards (MAMA)
| Année | Titre                       | Travail nommé | Résultat   |
| ----- | --------------------------- | ------------- | ---------- |
| 2015  | Best New Female Artist      | GFriend       | Nomination |
| 2015  | UnionPay Artist of the Year | GFriend       | Nomination |

### Gaon Chart K-Pop Awards
| Année | Titre                        | Travail nommé | Résultat |
| ----- | ---------------------------- | ------------- | -------- |
| 2016  | Rookie of the Year (Female)  | GFriend       | Lauréat  |
| 2016  | Artist of the Year (Février) | GFriend       | Lauréat  |

### Seoul Music Awards (SMA)
| Année | Titre                | Travail nommé | Résultat   |
| ----- | -------------------- | ------------- | ---------- |
| 2016  | Bonsang Award        | "Glass Bead"  | Nomination |
| 2016  | Best New Artist      | GFriend       | Lauréat    |
| 2016  | Popularity Award     | GFriend       | Nomination |
| 2016  | Hallyu Special Award | GFriend       | Nomination |

### Golden Disk Awards (GDA)
| Année | Titre              | Travail nommé | Résultat |
| ----- | ------------------ | ------------- | -------- |
| 2016  | Rookie of the Year | GFriend       | Lauréat  |

### MTV Europe Music Awards
| Année | Titre           | Travail nommé | Résultat   |
| ----- | --------------- | ------------- | ---------- |
| 2015  | Best Korean Act | GFriend       | Nomination |

### YinYueTai V-Chart Awards
| Année | Titre              | Travail nommé | Résultat |
| ----- | ------------------ | ------------- | -------- |
| 2016  | Rookie of the Year | GFriend       | Lauréat  |

### Autres récompenses
| Année | Titre                            | Catégorie                | Travail nommé | Résultat |
| ----- | -------------------------------- | ------------------------ | ------------- | -------- |
| 2015  | MBC Music's Show Champion Awards | Most Appearances         | GFriend       | Lauréat  |
| 2016  | The 28th Korean PD Awards        | Performer Award (Singer) | GFriend       | Lauréat  |

### Programmes de classements musicaux

#### The Show
| Année | Date       | Chanson     |
| ----- | ---------- | ----------- |
| 2016  | 2 février  | "Rough"     |
| 2016  | 16 février | "Rough"     |
| 2016  | 19 juillet | "Navillera" |
| 2016  | 2 août     | "Navillera" |
| 2016  | 9 août     | "Navillera" |

#### Show Champion
| Année | Date       | Chanson     |
| ----- | ---------- | ----------- |
| 2016  | 3 février  | "Rough"     |
| 2016  | 17 février | "Rough"     |
| 2016  | 24 février | "Rough"     |
| 2016  | 20 juillet | "Navillera" |
| 2016  | 10 août    | "Navillera" |

#### M! Countdown
| Année | Date       | Chanson      |
| ----- | ---------- | ------------ |
| 2016  | 4 février  | "Rough"      |
| 2016  | 11 février | "Rough"      |
| 2016  | 18 février | "Rough"      |
| 2016  | 21 juillet | "Navillera", |
| 2016  | 28 juillet | "Navillera", |
| 2016  | 4 août     | "Navillera", |

#### Music Bank
| Année | Date       | Chanson     |
| ----- | ---------- | ----------- |
| 2016  | 5 février  | "Rough"     |
| 2016  | 12 février | "Rough"     |
| 2016  | 19 février | "Rough"     |
| 2016  | 26 février | "Rough"     |
| 2016  | 22 juillet | "Navillera" |
| 2016  | 29 juillet | "Navillera" |
| 2016  | 12 août    | "Navillera" |

#### Inkigayo
| Année | Date       | Chanson    |
| ----- | ---------- | ---------- |
| 2016  | 7 février  | "Rough"    |
| 2016  | 21 février | "Rough"    |
| 2016  | 28 février | "Rough"    |
| 2016  | 24 juillet | Navillera" |
| 2016  | 31 juillet | Navillera" |
| 2016  | 7 août     | Navillera" |